# 1881 en combiné nordique
| Années du combiné nordique : 1878 - 1879 - 1880 - 1881 - 1882 - 1883 - 1884    |
| Décennies du combiné nordique : 1850 - 1860 - 1870 - 1880 - 1890 - 1900 - 1910 |

Cette page reprend les résultats de combiné nordique de l'année 1881.

## Husebyrennet
1881 est l'année de la deuxième édition de la Husebyrennet (faute de neige, l'épreuve n'avait pu se tenir en 1880). Elle se déroule à Ullern, près d'Oslo. L'épreuve, disputée sur un tremplin de 20 mètres et sur une piste de 4 kilomètres, fut remportée par Aasmund Brekke.
Lors de cette compétition, le record du monde de saut à skis, établi en 1879 par Olaf Haugann, fut battu par Sveinung Svalastoga pour un saut de 22 mètres.